# Maqov
Maqov (ryska: Маков) är en ort i Azerbajdzjan.   Den ligger i distriktet Zaqatala Rayonu, i den nordvästra delen av landet, 300 km väster om huvudstaden Baku. Maqov ligger 254 meter över havet och antalet invånare är 4 321.
Terrängen runt Maqov är huvudsakligen platt, men norrut är den kuperad. Runt Maqov är det ganska tätbefolkat, med 80 invånare per kvadratkilometer.. Närmaste större samhälle är Zaqatala, 12,8 km öster om Maqov.
Omgivningarna runt Maqov är en mosaik av jordbruksmark och naturlig växtlighet.